# Obrium hattai
Obrium hattai är en skalbaggsart som beskrevs av Nobuo Ohbayashi 1965. Obrium hattai ingår i släktet Obrium och familjen långhorningar. Inga underarter finns listade i Catalogue of Life.